# シエス諸島
シエス諸島（ガリシア語: Illas Cíes, スペイン語: Islas Cíes, 英語: Cíes Islands）は、スペイン・ガリシア州ポンテベドラ県ビーゴ沖合（大西洋）に浮かぶ諸島。モンテアグード島、オ・ファロ島、サン・マルティーニョ島の3島からなる。
ガリシア州には湾が奥深くまで入り組んだリアス式海岸が形成されており、それぞれの湾はリア（入江）と呼ばれる。シエス諸島は沿岸にビーゴなどがあるリア・デ・ビーゴの入口に位置している。諸島はサン・フランシスコ・デ・アフォーラ教区に含まれ、行政的にはビーゴの一部である。かつて古代ローマ人はシエス諸島を「神々の島々」と呼び、地元民は「ガリシアのカリブ海」などと呼んでいる。1980年には自然保護区域となり、2002年にはガリシア大西洋諸島国立公園の一部となった。2007年2月には、モンテアグード島のロダス・ビーチがイギリスのガーディアン紙によって「世界最高のビーチ」に選出された。

## 地理
モンテアグード島は「鋭い山」という意味を持ち、3島の中でもっとも北側にある。オ・ファロ島は「灯台の島」という意味を持ち、3島の中央に位置する。サン・マルティーニョ島は「聖マルティンの島」という意味を持ち、3島の中でもっとも南側にある。モンテアグード島は北水道によってスペイン本土のモラソ半島と切り離されており、サン・マルティーニョ島はフレウ・ダ・ポルタ瀬戸によって本土のサントウロ岬（フェロ山）の海岸から切り離されている。オ・ファロ島の東部は、ロダス海岸として知られている延長1,200mの砂嘴によってモンテアグード島と結ばれている。満潮時には西側から水が流れ込むが砂浜で遮られ、砂地や岩場を埋めるラグーンとなる。諸島の最高峰はモンテアグード島にあるシエス山（標高197m）である。
海岸の一部が海中に沈んでリア（河口）が形成された結果、シエス諸島は第三紀の末期に形成された。全3島が今日では水面下に沈んだ海底山脈の頂きであり、主に花崗岩で形成されている。島は、荒々しい山、ほぼ垂直に立った高さ100mを超える西岸の岩壁、海や風による浸食で形成されたフルナスと呼ばれる多数の洞窟などからなる。東岸は斜面が緩やかであり、森や茂みに覆われて大西洋の風から保護されているため、砂浜や砂山が形成される。大西洋のスコールは諸島の上空を通過し、海岸にぶつかる。そのため、シエス諸島はスペイン本土のリアス・バイシャスの沿岸部よりも降水量が多い。

## 自然保護
この地域の自然的価値の高さや、人間活動による自然影響への悪影響などを踏まえて、1980年にはシエス諸島が自然保護区域に認定された。2000年11月21日、ガリシア州政府は国立公園の地位の適用を満場一致で承認し、スペイン中央政府に対して法的保護レベルの変更を要請した。スペイン国会下院は2002年6月、多くの群島・島・岩礁からなるシエス諸島、オンス島、サルボラ島、ノロ、ビオンタ、コルテガーダ島、マルベイラスからなるガリシア大西洋諸島国立公園の設置を決定した。13番目のスペインの国立公園であり、ガリシア州初の国立公園である。
国立公園の海洋部分は、干潮時の海岸線から100m沖合までの範囲である。1992年以降、シエス諸島の海中での漁業は禁止されている。国立公園とは、人間活動によってあまり変容していない、景観に基づく自然領域であり、特別保護に値する美的、生態学的、教育学的、科学的価値を有している。それゆえに、いくつかの伝統的生態系の安定性に変化を生じさせたり危険にさらしたりする活動は禁じられている。伝統的漁業のような古くからある活動のいくつかは、環境や天然資源の保全と共存可能であるとして認められている。
1988年にはスペイン環境省によって鳥類特別保護区(ZEPA)に指定された。ナトゥーラ2000ネットワークにも含まれており、ナトゥーラ2000は生息地や鳥類に関する指令に発展している。Yellow-footed Gull（カモメ）の主要な営巣地のひとつがある。鳥類特別保護区は、鳥類が恒久的または一時的に使用する場所の劣化や汚染を避けるためなどの理由で保護されている。

## 観光
かつては海賊の出没地だったシエス諸島は、今日では定住者のいない無人島である。5月の復活祭期間中からの夏季のみに入島が許可され、さらに入島者数は2,200人/日に制限されている。夏季にはビーゴのビーゴ港、バイヨーナ、カンガスとモンテアグード島を結ぶボートが運航されており、バイヨーナからの乗船時間は約40分である。モンテアグード島にはキャンプ場があるが、ビーゴ港で許可を得る必要がある。ビーゴ港近辺ではスーパーマーケット、ビジターセンター、レストランがシエス諸島への訪問者に食事を提供している。島内に空き瓶はなく、訪問者はごみを本土に持ち帰ることを求められる。

## 植物相
低木の植物相は、ハリエニシダ、エニシダ、アスパラガス、トウダイグサ、アマ(Thymelaea)、ハンニチバナ科などの自生種で主に形成されている。森林の植物相は大きく変化しており、1/4近くがマツやユーカリなどの植林地となったため、common figやピレネーオーク(Quercus pyrenaica)のような自生種の多くが減少している。また、高濃度の塩分をともなった強風が樹木の生長の障壁となっている。
この地域では絶滅の危機に瀕しているハマカンザシ（Armeria pungens, ガリシア語で「愛の植物」）、Corema albumのガリシア語名であるcamariñasの群生、イベリア半島西岸からの固有種など、いくつかの希少で代表的な沿岸種が、極めて風土的な砂丘・砂浜・崖で生長する。イグサなどの典型的な湿原植物はラグーン地域で成長する。

## 動物相
約22,000組にも及ぶカモメの世界最大の営巣地があり、彼らはシエス諸島の優占種である。1960年の調査ではイベリアウミガラスが400組を数えたが、現在のシエス諸島にはほとんど存在しない。その他にも多くの猛禽類が生息しており、ハト、ミズナギドリ、ペリカン、キツツキなどは木や崖にねぐらを持つ。さらに、様々な鳥類が渡り鳥の旅の最中にここで越冬したり休息したりする。オ・ファロ島のアルト・ダ・カンパとサン・マルティーニョ島のファロ・ド・ペイトには鳥類観測所がある。

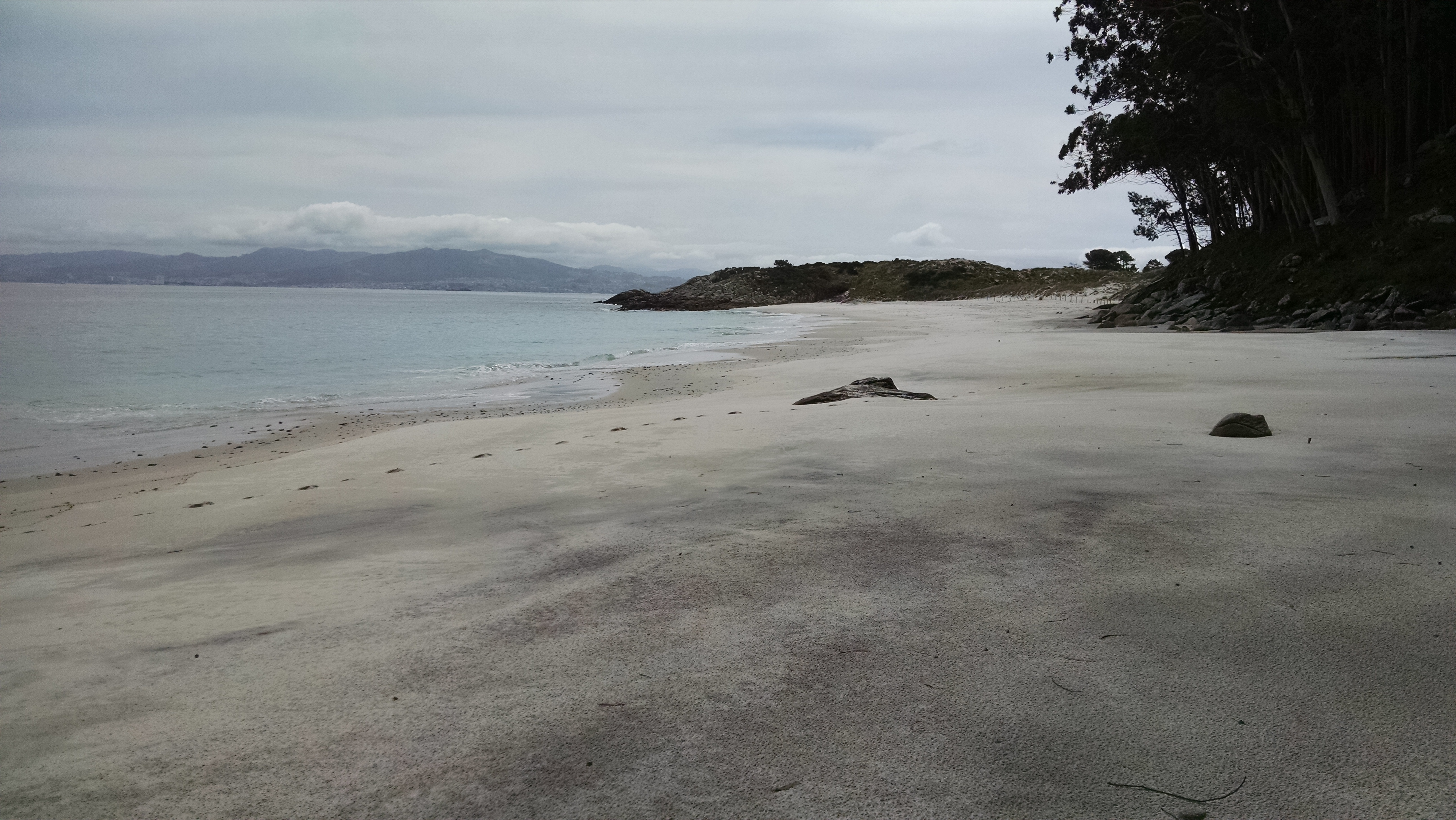
モンテアグード島のビーチ
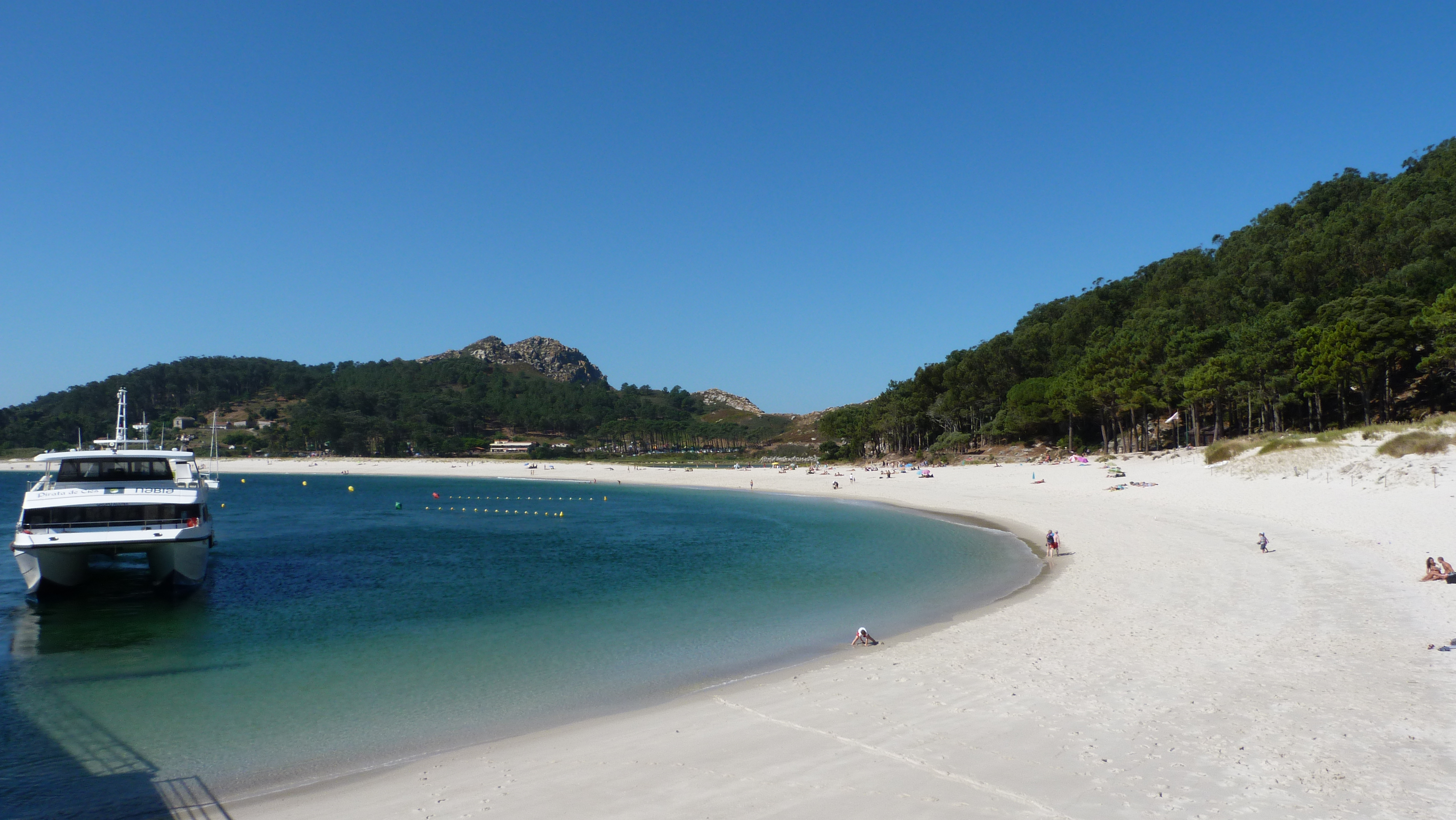
シエス諸島のビーチ
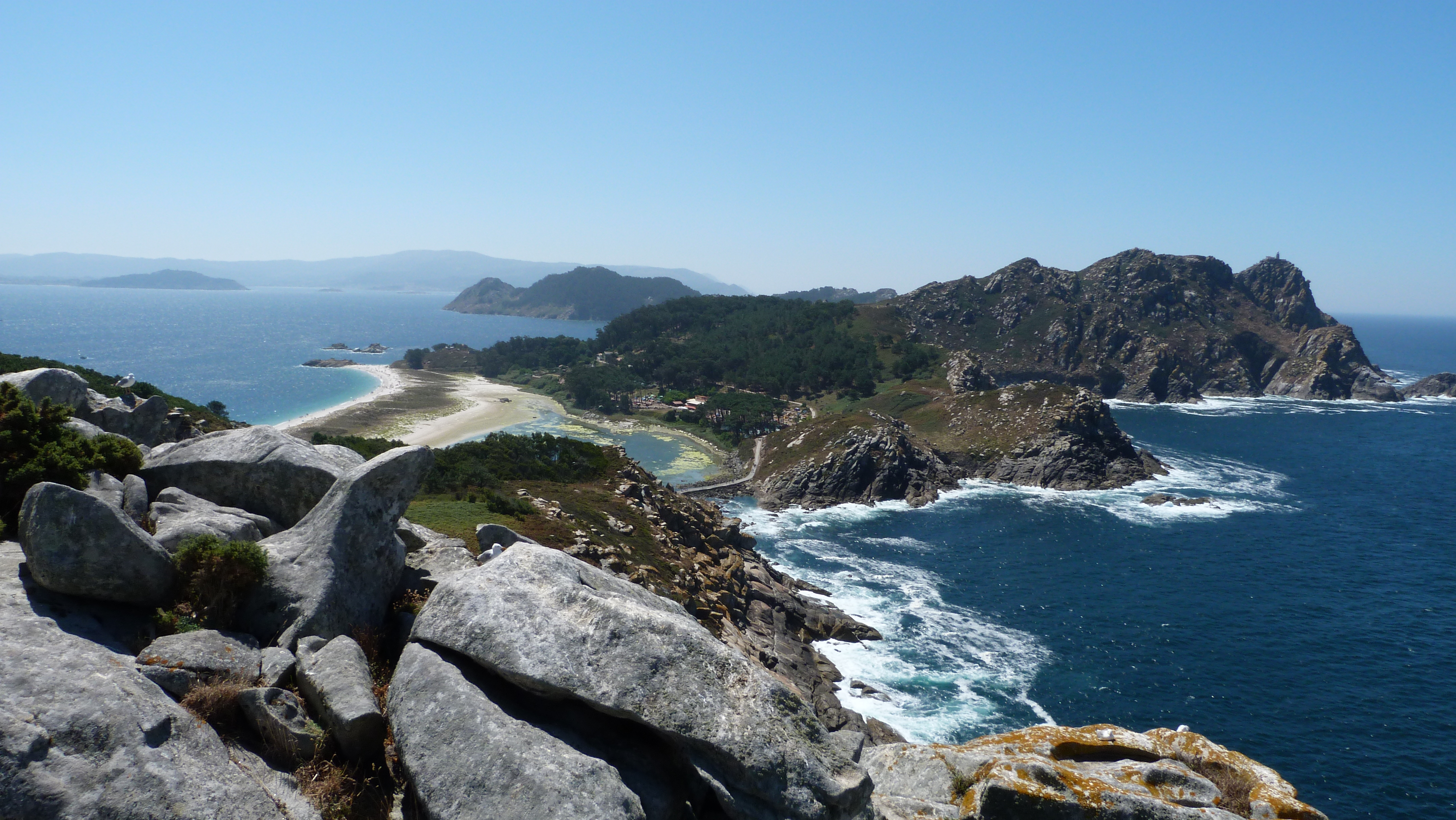
ロダス海岸の砂州
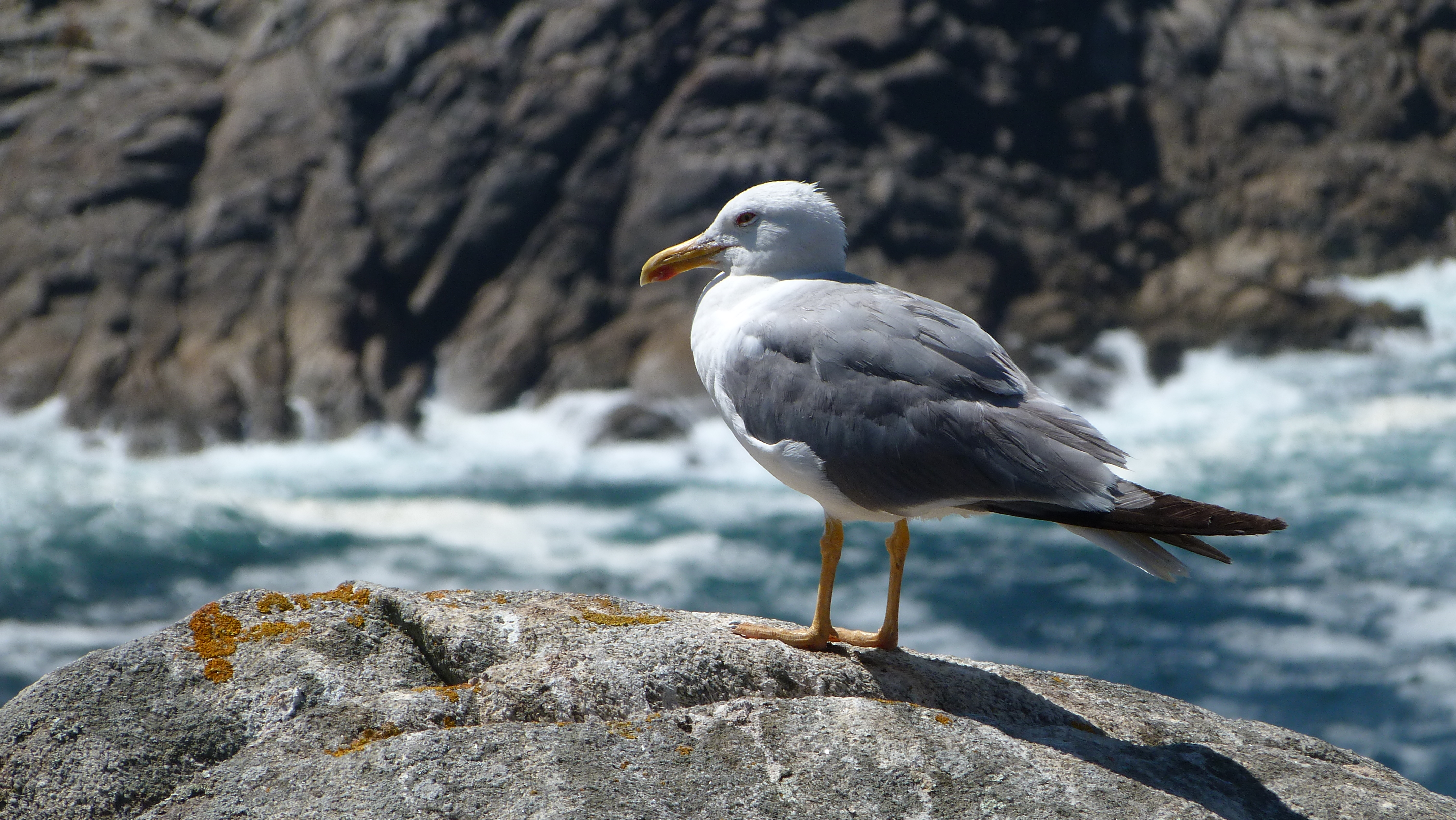
シエス諸島の海鳥